# Centro médico Asan
El Centro médico Asan (en coreano: 서울아산병원) es un hospital de Seúl, Corea del Sur, que se estableció para poner en práctica los principios fundadores de la Fundación Asan de Chung Ju-Yung. Se inauguró el 23 de junio de 1989, bajo el nombre de Hospital Jungang (Central) de Seúl, y pasó a llamarse Centro médico Asan el 27 de abril de 2002. Con 2.680 camas y una superficie total de 280.300 metros cuadrados, es el hospital más grande de Corea del Sur. Desde 1993, un equipo de mejora de la calidad asistencial ha estado en funcionamiento en el centro. En 2011, el hospital implementó un modelo interno llamado Estándar Global Asan (AGS) diseñado en torno a la evaluación inicial de la Joint Commission International (JCI).